# Дом, который я ограбила
Дом, который я ограбила (исп. El hogar que yo robe) — мексиканский 105-серийный мелодраматический телесериал 1981 года производства Televisa.

## Сюжет
Андреа Веларде — молодая замужняя женщина, которая обманывает своего супруга Карлоса Валентина Веларде и уезжает в путешествие со своим любовником Эдуардо. В путешествии Андреа Веларде встретила Викторию Вальдес, скромную девушку, которая не неё очень похожа.

## Создатели телесериала

### В ролях
- Анхелика Мария — Виктория Вальдес Рольдан/Андреа Монтемайор де Веларде
- Хуан Феррара — Карлос Валентин Веларде
- Грегорио Касал — Рейнальдо
- Вирхиния Мансано — Аманда Веларде
- Анхелика Арагон — Хеновева Веларде
- Альдо Монти — Луис Фелипе Веларде
- Леонардо Даниэль — Эдуардо
- Рене Гарсия — Карлитос Веларде
- Маритса Оливарес — Флорита
- Мария Клара Сурита — Тереса
- Анхелика Вале — Аурорита Веларде
- Марта Вердуско — Вирхиния
- Кармен Белен Ричардсон — Фернанда
- Тере Мондрагон — Хуана
- Луис Кутюрье — Сильвестре Сорель
- Артуро Гисар — Исидоро
- Артуро Лорка — Кабрера
- Сокорро Бонилья — Диана
- Луисано Эрнандес де ла Вега — Бальестерос
- Маурисио Феррари — Луиджи
- Эухенио Кобо — Карим Сауд
- Саникте Мальдонадо — Аиха
- Фелисия Меркадо — Флор
- Лили Инклан — Крисанта
- Моника Прадо — Вероника
- Ада Карраско — Коронела
- Лола Тиноко — Росарита
- Марина Дорель — Марилола
- Виолет Габриэль
- Саби Камалич — Химена Фуэнтес
- Хавьер Марк — Адриан Монтемайор
- Артуро Гарсия Тенорио — Саломон
- Эдит Гонсалес — Паулина
- Алехандро Томмаси — Даниэль
- Альма Дельфина — Кармита
- Летисия Пердигон
- Фернандо Борхес — Сагредо
- Селесте Саенс — балерина и танцовщица
- Армандо Кальво — Гаспар Гарай
- Эдуардо Яньес — бармен
- Хакаранда Альфаро — танцовщица
- Эстела Корреа — Deren, танцовщица
- Эктор Крус — комиссар Риварола
- Рикардо Кортес
- Ребека Рамбаль — Марикьита
- Феликс Сантаэлья — доктор
- Альфонсо Итурральде — Лисандро/Родриго Монтемайор
- Беатрис Агирре — Ханина
- Сокорро Авелар
- Альберто Гавила — Элеутерио
- Тере Корнехо — медсестра
- Аурора Кортес
- Энрике Гилальберт — доверенное лицо Карима
- Хуан Пелаэс — Браулио

### Административная группа
- оригинальный текст: Инес Родена
- либретто: Карлос Ромеро, Тере Медина
- адаптация с телевизионной версией: Валерия Филлипс
- литературные редакторы: Тере Медина, Долорес Ортега
- музыкальная тема заставки: El hogar que yo robé#1, El hogar que yo robé#2
- композиторы: Карлос Кабальеро, Хавьер Ортега
- светотехники: Альфонсо Гонсалес, Хесус Рая Лара
- редакторы: Алехандро Фрутос Маса, Хуан Карлос Фрутос Маса
- начальники производства: Артуро Лорка, Анхельи Несма Медина
- координатор производства: Эухенио Кобо
- операторы-постановщики: Мануэль Руис Эспарса, Ноэ Алькантара;
- мотажёр: Х. К. Фрутос Маса
- режиссёры-постановщики: Маноло Гарсия, Димитрио Саррас
- продюсер: Валентин Пимштейн